# Bold Buman-Uchral
Bold Buman-Uchral (Ulan Bator, 29 de mayo de 1971) es un exfutbolista de Mongolia que jugaba como delantero. Marcó un gol en el minuto 94, que significó un increíble empate ante Bangladés, otorgándole su primer punto de su historia a su selección de fútbol.

## Trayectoria
Buman Uchral se inició en el Khangarid. En 1990 logró el debut, y cumplió buenas actuaciones en los partidos que jugó. Estuvo hasta el 2007.
En 2008 cambió de equipo, jugando para el Ulan Bator University, del cual se retiró el año 2009 obteniendo el campeonato.

## Selección nacional
Convocado por el técnico Ishdorj Otgonbayar en el 2000, consiguió debutar con su selección el 5 de abril de 2000 en un partido de la Clasificación para la Copa de Asia de 2000 contra Myanmar que acabó con derrota de Mongolia por 2-0.
El 9 de abril de ese mismo año anotó su primer gol con la selección absoluta. Su víctima de Laos; en un partido válido por esa misma competición, pero que finalizó con derrota de Mongolia por 2-1. Buman-Uchral había marcado el descuento a los 63'.
El 19 de febrero de 2001, anotó un gol al minuto 94' ante Bangladés, en un partido válido para las Eliminatorias al Mundial Corea-Japón 2002. El reconocimiento que se le dio fue doble, ya que, además de darle a Mongolia su primer empate en eliminatorias mundialistas, también rompía la racha negativa de 15 derrotas consecutivas que venía arrastrando su selección, regalándole el primer empate y punto de su historia.
Ha jugado por su selección en la edición clasificatoria a la Copa Mundial del 2002, además de otros partidos, como de la Copa del Este de Asia.

## Clubes
| Club                  | País     | Año         |
| --------------------- | -------- | ----------- |
| Khangarid             | Mongolia | 1990 - 2007 |
| Ulan Bator University | Mongolia | 2008 - 2009 |